# Спиро, Филипп
Филипп Спиро (нем. Philip Spiro) — глава немецкой типографии братьев Спиро (англ. Spiro Brothers) из Гамбурга, которая с 1864 года примерно по 1880 год изготовила около 500 различных литографированных репродукций почтовых марок.
Считается, что репродукции не предназначались для обмана, но они были настолько хорошо исполнены и настолько многочисленны, что способствовали ответной резкой реакции на фальсификацию и подделку почтовых марок, которая нашла отражение в издании книги «The Spud Papers; Or, Notes on Philatelic Weeds» Роберта Эре.
Подделки часто изготавливались небольшими листами по 25 штук, которые до сих пор иногда обнаруживают целыми. Многие коллекции старинных почтовых марок включают подделки Спиро из-за их широкого распространения и более широкого признания подделок как «заполнителей места» до 1900 года.